# Nel paese dei sordi
Nel paese di sordi (Le pays des sourds) è un film documentario del 1992 diretto da Nicolas Philibert.

## Trama
L'autore rivive la storia dei sordi, ricordando quando i sordi venivano rinchiusi in manicomio come malati di mente o venivano loro legate le mani dietro la schiena per impedire che si esprimessero con i segni.
Il film parla anche dell'attuale quotidianità dei sordi: una rappresentazione teatrale, il lavoro, le partenze e gli addii, un matrimonio.

## Riconoscimenti
- Selezione ufficiale, Festival internazionale del film di Locarno (Svizzera), 1992.[2]
- Selezione ufficiale, Festival internazionale del documentario di Yamagata (Giappone) 1993.[3]
- Prix de la Fondation GAN pour le Cinéma, Festival di Cannes (Francia), 1992.[2]
- Grande premio, Festival internazionale del film di Belfort (Francia) 1992.[4]
- Miglior Documentario,   Festival dei Popoli (Italia) 1992.[5]
- Grande premio, Festival internazionale del film di Vancouver (Canada) 1993.[2]
- Premio «Tiempo de Historia», Festival internazionale del film di Valladolid (Spagna) 1993
- Grande premio, Festival internazionale del film di Mumbai (India) 1994.[6]
- Golden Gate Award, Festival internazionale del film di San Francisco] (Stati Uniti), 1994.[2]
- Premio per documentario, Festival internazionale del film di Potsdam (Germania) 1994.[2]
- Prix Humanum, l'Association de la Presse Cinématographique de Belgique (Belgio), 1993.[2]
- Stephanie Beacham Award, 13th Annual Communication Awards (Stati Uniti) 1994.[2]
- Peabody Award, (Stati Uniti) 1998.[7]